# Nina Fjodorowna Awerina

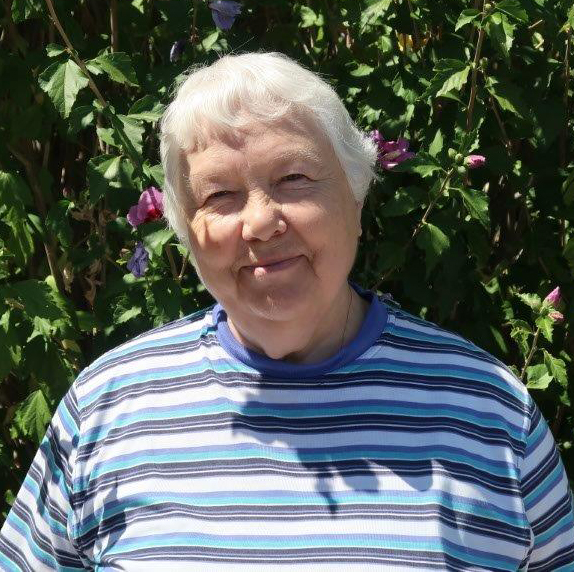
Nina Fjodorowna Awerina

Nina Fjodorowna Awerina (russisch Нина Фёдоровна Аверина; * 17. Juni 1935 in Iljinski, Oblast Swerdlowsk) ist eine sowjetisch-russisch-australische Journalistin, Bibliografin und Heimatforscherin.

## Leben
Awerina studierte an der Fakultät für Geschichte und Philologie der Universität Perm mit Abschluss 1959 als Lehrerin für Russische Sprache und Literatur.
Nach dem Studium arbeitete Awerina als Journalistin in Salechard. In Alexandrowsk leitete sie die Leserbriefabteilung der Zeitung. In Omsk arbeitete sie beim Radio der Oblast Omsk. 1961 wurde sie Mitglied der Union der Journalisten der UdSSR. 1964 kehrte sie nach Perm zurück und wurde verantwortliche Sekretärin der Zeitung der Universität Perm.
1966 wurde Awerina Leiterin der Lesesäle der Permer Zentralen Städtischen Puschkin-Bibliothek. in dieser Zeit beschäftigte sie sich mit der Heimatforschung, der Geschichte des Bibliothekswesens und dem Leben Alexander Iwanowitsch Herzens in Perm. 1971 schloss sie das Fernstudium am Leningrader Staatlichen Institut für Kultur als Bibliothekarin und Bibliografin ab. Regelmäßig erschienen ihre Veröffentlichungen in den örtlichen Zeitungen und in Sammelbänden des Permer Buchverlags.
1976 wechselte Awerina in das Permer Institut für Kultur und wurde Senior-Laborantin am Lehrstuhl für Bibliothekswissenschaft und Bibliografie mit dem Recht, Vorlesungen zu halten. Sofort entwickelte sie Vorlesungen über Buchkunde und Geschichte des Buchs, Arbeit mit Lesern, Illustration im Kinderbuch u. a. Bald begann sie den Arbeitskreis für Buchgeschichte der Studenten zu leiten. Im Fernstudium absolvierte sie die Aspirantur am Lehrstuhl für Buchwissenschaft des Leningrader Instituts für Kultur. 1982 verteidigte sie mit Erfolg ihre Dissertation über das demokratische Buchwesen im Gouvernement Perm in der Zeit der Rasnotschinzy-Bewegung im Hinblick auf die Veröffentlichung, die Verteilung und das Lesen der Bücher für die Promotion zur Kandidatin der philologischen Wissenschaften. 1985 wurde sie zur Dozentin ernannt.
Awerinas Forschungsschwerpunkt war die Entwicklung des Buchwesens in der Provinz am Beispiel des Buchwesens im Gouvernement Perm von 1792 bis in die Gegenwart. Sie erstellte die vollständige Bibliografie der über 16.000 Bücher, die in der Region Perm ab 1792 erschienen sind. Solche Bibliografien enthielten bisher nur in Moskau und St. Petersburg erschienene Bücher. Seit 1976 leitete sie die Permer Städtische Organisation der Allunionsgesellschaft der Buchfreunde und war ihre Vorsitzende bis zu deren Ende. An der Oblast-Bibliothek gründete sie den Permer Klub der Bibliophilen. Sie beriet den Permer Buchverlag und initiierte neue Buchserien.
1996 musste Awerina aus familiären Gründen in Pension gehen und 2003 nach Adelaide in Australien auswandern. Sie verfasste weiter Bücher zur Permer Geschichte und Buchkultur.

## Ehrungen, Preise
- Gaidar-Journalistenwettbewerb
- Allunionswettbewerb der Buchwissenschaftler
- Wettbewerb des Permer Buchverlags